# Generali Ladies Linz 2009
Il Generali Ladies Linz 2009 è stato un torneo di tennis giocato sul cemento indoor. È stata la 23ª edizione del Generali Ladies Linz, che fa parte della categoria WTA International nell'ambito del WTA Tour 2009. Si è giocato a Linz, in Austria,dal 10 ottobre al 18 ottobre 2009.

## Partecipanti WTA

### Teste di serie
| Nazionalità | Giocatore            | Ranking1 | Testa di serie |
| ----------- | -------------------- | -------- | -------------- |
| Italia      | Flavia Pennetta      | 10       | 1              |
| Polonia     | Agnieszka Radwańska  | 11       | 2              |
| Belgio      | Yanina Wickmayer     | 25       | 3              |
| Spagna      | Carla Suárez Navarro | 30       | 4              |
| Rep. Ceca   | Iveta Benešová       | 33       | 5              |
| Romania     | Sorana Cîrstea       | 36       | 6              |
| Rep. Ceca   | Lucie Šafářová       | 41       | 7              |
| Italia      | Sara Errani          | 44       | 8              |

- 1Ranking al 5 ottobre

### Altre partecipanti
Giocatrici che hanno ricevuto una Wild card:
- Patricia Mayr
- Yvonne Meusburger
- Yanina Wickmayer

Giocatrici passate dalle qualificazioni:
- Stephanie Gehrlein
- Julia Görges
- Petra Martić
- Aravane Rezaï

## Campionesse

### Singolare
Yanina Wickmayer ha battuto in finale  Petra Kvitová con il punteggio di 6–3, 6–4
- Per la Wickmayer è il 2º titolo dell'anno e della sua carriera.

### Doppio
Anna-Lena Grönefeld /  Katarina Srebotnik hanno battuto in finale  Klaudia Jans-Ignacik /  Alicja Rosolska con il punteggio di 6–1, 6–4